# Jacob Augustus Lockhart Clarke
Jacob Augustus Lockhart Clarke, född 1817 och död 25 januari 1880, var en brittisk anatom.
Clarke praktiserade som läkare i London men sysslade samtidigt med undersöknigar över hjärnans och ryggmärgens anatomi. Efter honom har vissa ansamlingar av ganglieceller uppkallats, de så kallade Clarkeska pelarna.